# Puclice
Puclice (en allemand : Putzlitz) est une commune du district de Domažlice, dans la région de Plzeň, en République tchèque. Sa population s'élevait à 347 habitants en 2017.

## Géographie
Puclice se trouve à 4 km à l'ouest du centre de Staňkov, à 15 km au nord-nord-est de Domažlice, à 33 km au sud-ouest de Plzeň et à 118 km à l'ouest-sud-ouest de Prague.
La commune est limitée par Bukovec, Čečovice et Štichov au nord, par Staňkov à l'est, par Křenovy au sud et par Horšovský Týn au sud et à l'ouest.

## Histoire
La première mention écrite de la localité date de 1379.

## Administration
La commune se compose de trois quartiers :
- Doubrava
- Malý Malahov
- Puclice